# Алгонкины (группа народов)

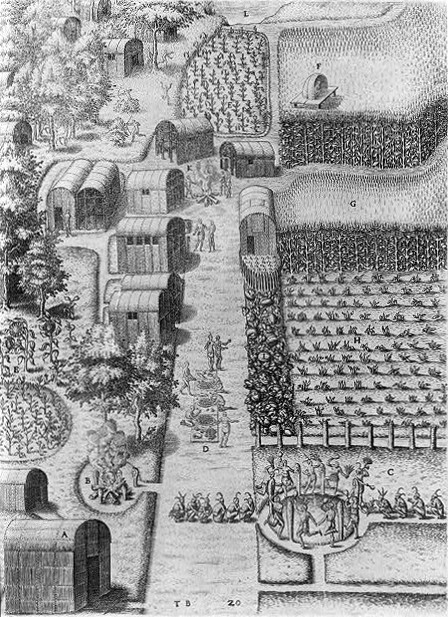
Деревня алгонкинов вблизи реки Памлико

Алгонки́ны — группа коренных народов (индейцев) Северной Америки, родственных по языкам. Алгонкинские языки — отдельная группа в составе алгской языковой семьи (известной также как алгонкин-ритванская или алгонкин-мосанская). Общая численность — 260 тыс. чел. Религия — католицизм, протестантство (баптисты, методисты), сохраняются традиционные верования.
Собственно алгонкины — один из народов алгонкинской языковой подсемьи.

## Название
Название «алгонкины», как считают учёные, происходит от малеситского слова elakómkwik [ɛlæˈɡomoɡwik], что означает «они наши родственники / союзники».

## Область расселения и история

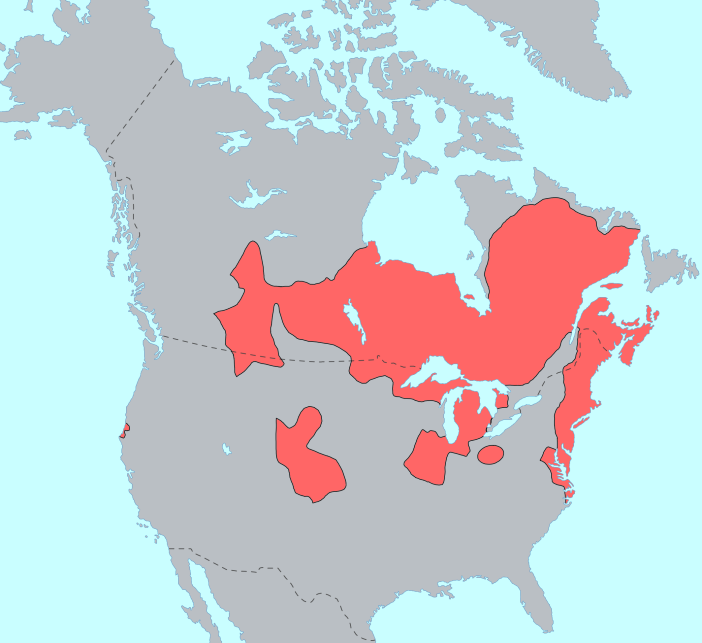
Расселение алгонкинских народов ко времени прибытия европейцев

Алгонкины с древности расселялись в районе Великих озёр, провинция Онтарио в Канаде. Затем они заселили более широкие области: долина реки Святого Лаврентия, о. Ньюфаундленд, пров. Квебек и Манитоба, полуостров Новая Шотландия, остров Принца Эдуарда в Канаде, штаты Миннесота, Мичиган, Северная Дакота, Монтана в США. Из-за вытеснения белыми поселенцами встречаются в других штатах США и на севере Мексики.
В связи с тем, что французские поселенцы с XVII века вступили в противостояние ирокезам, обитавшими вдоль реки Святого Лаврентия, алгонкины, будучи их давними врагами, стали естественными союзниками французов. После поражения французов в войне с англичанами в XVIII веке последние заключили ряд договоров с алгонкинскими племенами.
В 19 в. микмаки объединялись с родственными племенами (малеситы, пенобскоты) в конфедерацию Вабанаки.

## Состав и языки
Алгонкины до XIX века делились на четыре группы:
1. северо-восточные алгонкины — кри (350 000 чел.), монтанье, наскапи, абенаки, пеннакуки, пассамакуоди, пенобскот, малеситы, микмаки, жившие вдоль реки Святого Лаврентия и на острове Ньюфаундленд; к этой же группе в старой литературе безосновательно относили беотуков, говоривших, однако, на изолированном языке;
2. приатлантические алгонкины — нипмуки, покумтуки, массачусеты, ниантики, патуксеты, наусеты, мохеганы, могикане, наррагансетты, нантикоки, пекоты, вампаноаги, ваппингеры, монтауки, делавары, шиннекоки, алгонкины виргинские и др.; жили на побережье Атлантического океана;
3. Центральные — оджибве 360 тыс. (имеет варианты произношения: оджибва, оджибвеи, чиппева), оттава, потаватоми, собственно алгонкины, меномини, ниписсинги, шауни, майами, пианкашо, веа, кикапу, маскутены, фоксы, сауки, иллинойс; селились возле Великих озёр;
4. западные или равнинные — арапахо, гровантры, черноногие, шайенны, равнинные оджибве и равнинные кри; переселились на Великие равнины.

### Языки
Алгонкины говорят на алгонкинских языках, входящих в алгскую языковую семью. К ним относятся такие языки, как атикамек, кри, монтанье-наскапи, малесите, микмак, пеннакук, нипмук, покамтук, массачусет, наусет, могикан, наррангасет, нантикок, пекот, ваппингер, монтаук, делаварский, поухатан (поватан), оджибве, оттава, потаватоми, алгонквинский), меномини, шони, майами, кикапу, фокс, саук, иллинойс, арапахо, атсина, блэкфут. 
Это одно из самых широко распространённых на сегодняшний день объединений индейских языков. У этих языков европейцы переняли некоторые слова, как например «вигвам» и «тотем». Письменности алгонкинских языков существуют на основе латиницы или канадского слогового письма.

## Быт

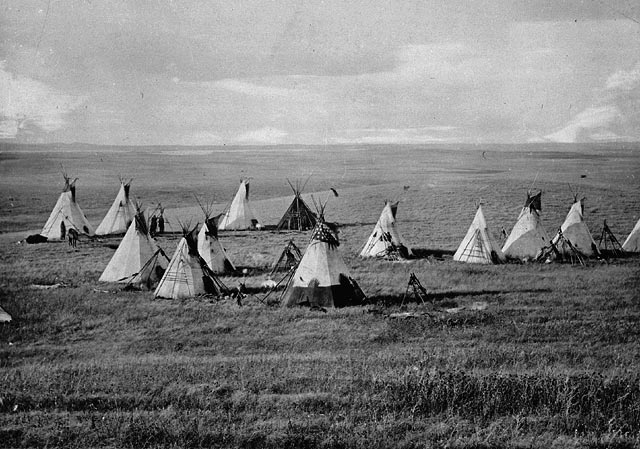
Стоянка алгонкинов

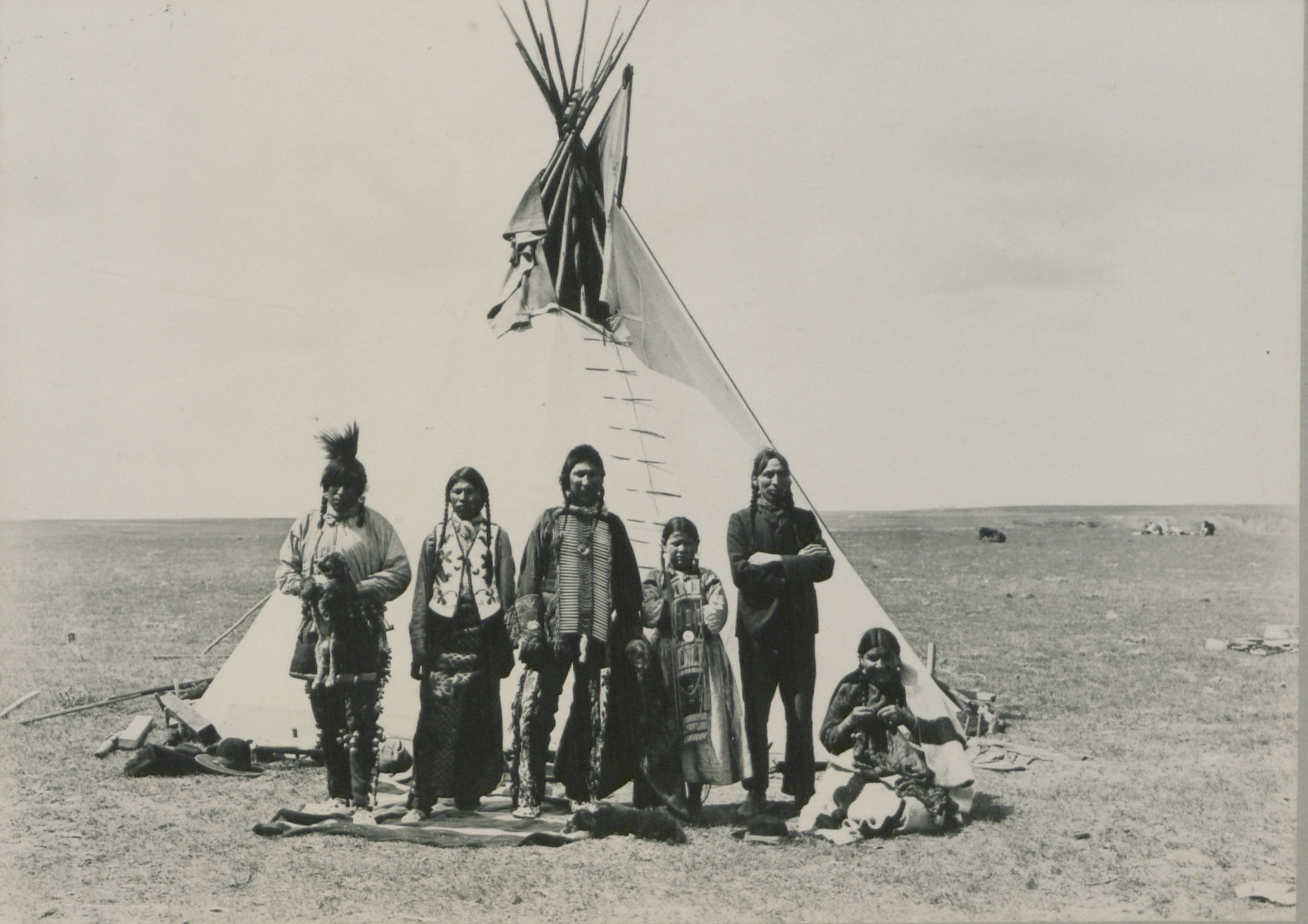
Индейцы кри у вигвама

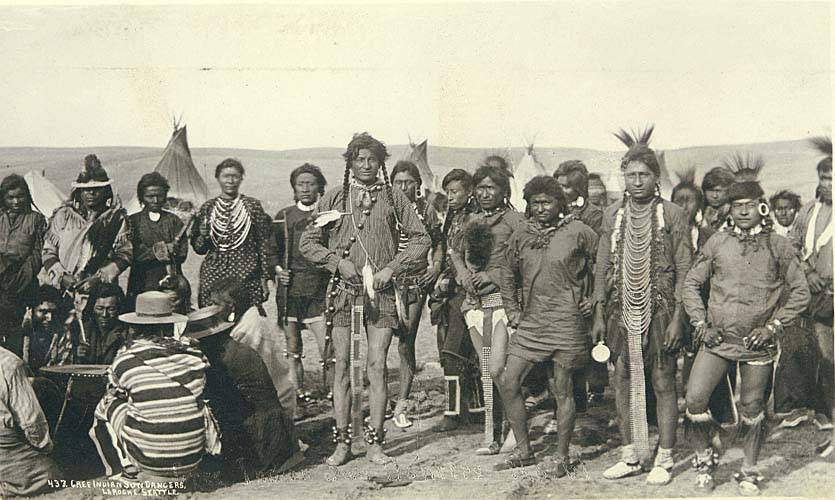
Кри на исполнении пляски Солнца в 1893 г.

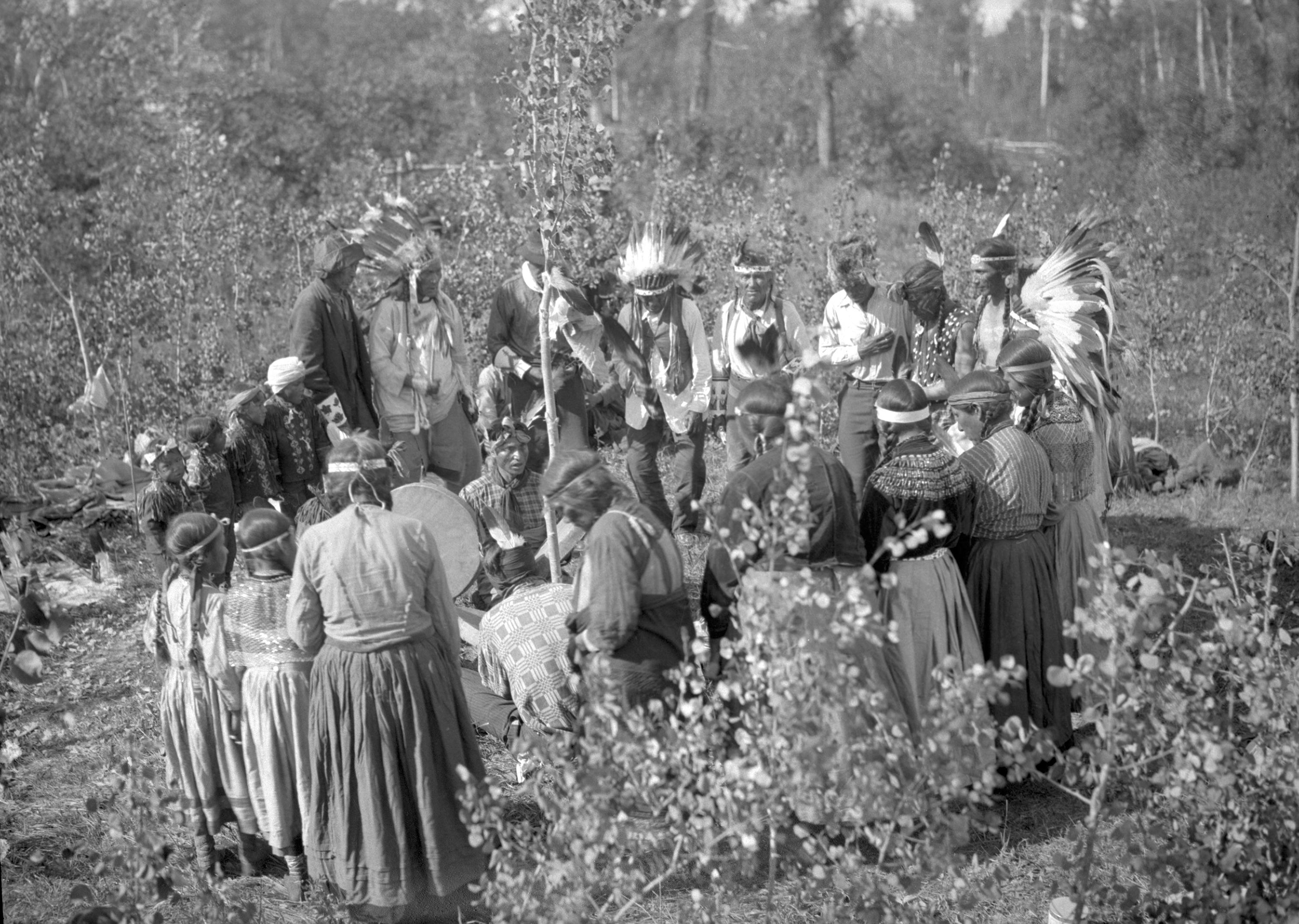
Сбор на индейской церемонии

Разные группы народов имеют разные типы хозяйства. Приатлантические и северо-восточные алгонкины по культуре близки ирокезам. Они обитали в зоне лесов умеренного пояса и лесостепи. Занимались охотой, собирательством, рыболовством, отчасти земледелием. Собирали кленовый сок.
Жилища — большой прямоугольный каркасный дом, иногда овальный или круглый, куполообразный (вигвам), или крытый корой конический шалаш (типи). У них была развита деревообработка (строительство лодок из коры и дерева). Одежда и обувь — из шкур и замши, украшалась иглами дикобраза. В качестве менового эквивалента использовался вампум — бусы из раковин. Традиционное оружие — палица из дерева с каменным или металлическим наконечником.
Часть оджибве, а также арапахо, ацина и блэкфуты (черноногие) переселились в степи, где переняли образ жизни степных индейцев, то есть занялись коневодством и конной охотой на бизонов.
Субарктический тип хозяйства ведут микмаки, собственно алгонкины и другие племена. К этому же типу относятся и их соседи, атабаски. Такие племена живут в тайге и лесотундре, охотятся на крупную дичь (олень-карибу, лось, снежная коза, баран), собирают ягоды, ловят рыбу. Охота и рыболовство имеет сезонный характер. Одежда — рубахи, штаны, ноговицы, варежки делали из шкур и замши. Шили одеяла из шкур. Одежду украшали иглами дикобраза, позднее — бисером.
Жилище — каркасное, куполовидное, коническое, крытое шкурами или корой. Пища — рыба и мясо. Готовили сушеное мясо — пеммикан. Строили лодки из бересты или еловой коры. Зимой передвигались на санях, использовали снегоступы.
Современные занятия индейцев — лесодобыча, разведение картофеля, сбор ягод, ловля омаров, устриц, плетение корзин, деревообработка, обслуживание туристов.
У большинства алгонкинов род патрилинейный, брак — патрилокальный.

## Верования и искусство
У алгонкинов распространен шаманизм, тотемизм, охотничьи культы, вера в духов-покровителей.
Существует знахарство, народная медицина. Основной культ — вера в Маниту (Киччи-Манито, Гиччи-Маниту). Распространены мифы, сказки, легенды, танцы, игры. Традиционный музыкальный инструмент — бубен. Культурный герой в мифах — Нанабожо (Нанабозо, Вабозо), в переводе «Великий Кролик», в мифах рассматривается, как ипостась Маниту, друг людей. В легендах и сказках встречаются такие образы, как Мише-Номак (Гигантская Рыба), Качечи-Напок (Кремень), воплощение враждебных человеку сил.